# Nicky Youre
Nicky Youre (* 4. Juni 1999; eigentlich: Nicholas Ure) ist ein US-amerikanischer Sänger und Songwriter. Er wurde 2021 durch die Single Sunroof populär, die ein weltweiter Hit wurde.

## Leben
Nicky Youre startete seine Karriere 2017. Er begann seine Musik zunächst im Schlafzimmer seines besten Freundes aufzunehmen. Die beiden experimentierten am heimischen PC mit GarageBand und Nicky Youre sang auf dessen Tracks. Seine Debütsingle Sex & Lemonade erschien am 4. Juni 2020 und erreichte innerhalb eines Jahres etwa 50.000 Streams auf Spotify. Bereits vorher hatte er mit Produzent Laiki eine EP aufgenommen, bei der er auf etwa der Hälfte der Tracks als Feature vertreten ist.
2021 veröffentlichte er zusammen mit dem Produzenten Dazy (ehemals Snocker) den Track Sunroof. Der Titel basiert auf einem VoiceMemo, den Youre an Dazy schickte. Es sollte ein Track sein, der die Begeisterung mitfühlen lässt, die man empfindet, wenn man einen besonderen Menschen trifft und nur noch an ihn denken kann. Das Lied wurde ein weltweiter Hit.

## Diskografie

### Singles
- 2020: Sex and Lemonade (mit Laiki)
- 2021: Sunroof (mit dazy)
- 2022: Never Go Wrong (mit David Hugo)
- 2022: Eyes on You
- 2023: Good Times Go

### Gastgesang
- 2019: Laiki: Together/Separate (EP, vertreten auf drei Songs)

## Auszeichnungen für Musikverkäufe
| Goldene Schallplatte - Frankreich - 2024: für die Single Sunroof - Italien - 2023: für die Single Sunroof - Portugal - 2022: für die Single Sunroof - Schweden - 2022: für die Single Sunroof Platin-Schallplatte - Dänemark - 2023: für die Single Sunroof - Neuseeland - 2023: für die Single Sunroof - Polen - 2024: für die Single Sunroof - Spanien - 2024: für die Single Sunroof - Ungarn - 2023: für die Single Sunroof | 3× Platin-Schallplatte - Kanada - 2022: für die Single Sunroof 4× Platin-Schallplatte - Australien - 2023: für die Single Sunroof |

| Land/RegionAuszeichnungen für Musikverkäufe (Land/Region, Auszeichnungen, Verkäufe, Quellen) | Gold     | Platin       | Verkäufe  | Quellen                   |
| -------------------------------------------------------------------------------------------- | -------- | ------------ | --------- | ------------------------- |
| Australien (ARIA)                                                                            | —        | 4× Platin4   | 280.000   | aria.com.au               |
| Dänemark (IFPI)                                                                              | —        | Platin1      | 90.000    | ifpi.dk                   |
| Deutschland (BVMI)                                                                           | Gold1    | —            | 200.000   | musikindustrie.de         |
| Frankreich (SNEP)                                                                            | Gold1    | —            | 100.000   | snepmusique.com           |
| Italien (FIMI)                                                                               | Gold1    | —            | 50.000    | fimi.it                   |
| Kanada (MC)                                                                                  | —        | 3× Platin3   | 240.000   | musiccanada.com           |
| Neuseeland (RMNZ)                                                                            | —        | Platin1      | 30.000    | aotearoamusiccharts.co.nz |
| Österreich (IFPI)                                                                            | Gold1    | —            | 15.000    | ifpi.at                   |
| Polen (ZPAV)                                                                                 | —        | Platin1      | 50.000    | olis.pl                   |
| Portugal (AFP)                                                                               | Gold1    | —            | 5.000     | Einzelnachweise           |
| Schweden (IFPI)                                                                              | Gold1    | —            | 40.000    | sverigetopplistan.se      |
| Schweiz (IFPI)                                                                               | —        | Platin1      | 20.000    | hitparade.ch              |
| Spanien (Promusicae)                                                                         | —        | Platin1      | 60.000    | elportaldemusica.es       |
| Ungarn (MAHASZ)                                                                              | —        | Platin1      | 4.000     | slagerlistak.hu           |
| Vereinigte Staaten (RIAA)                                                                    | —        | 3× Platin3   | 3.000.000 | riaa.com                  |
| Vereinigtes Königreich (BPI)                                                                 | —        | Platin1      | 600.000   | bpi.co.uk                 |
| Insgesamt                                                                                    | 6× Gold6 | 17× Platin17 |           |                           |